# San Vidal

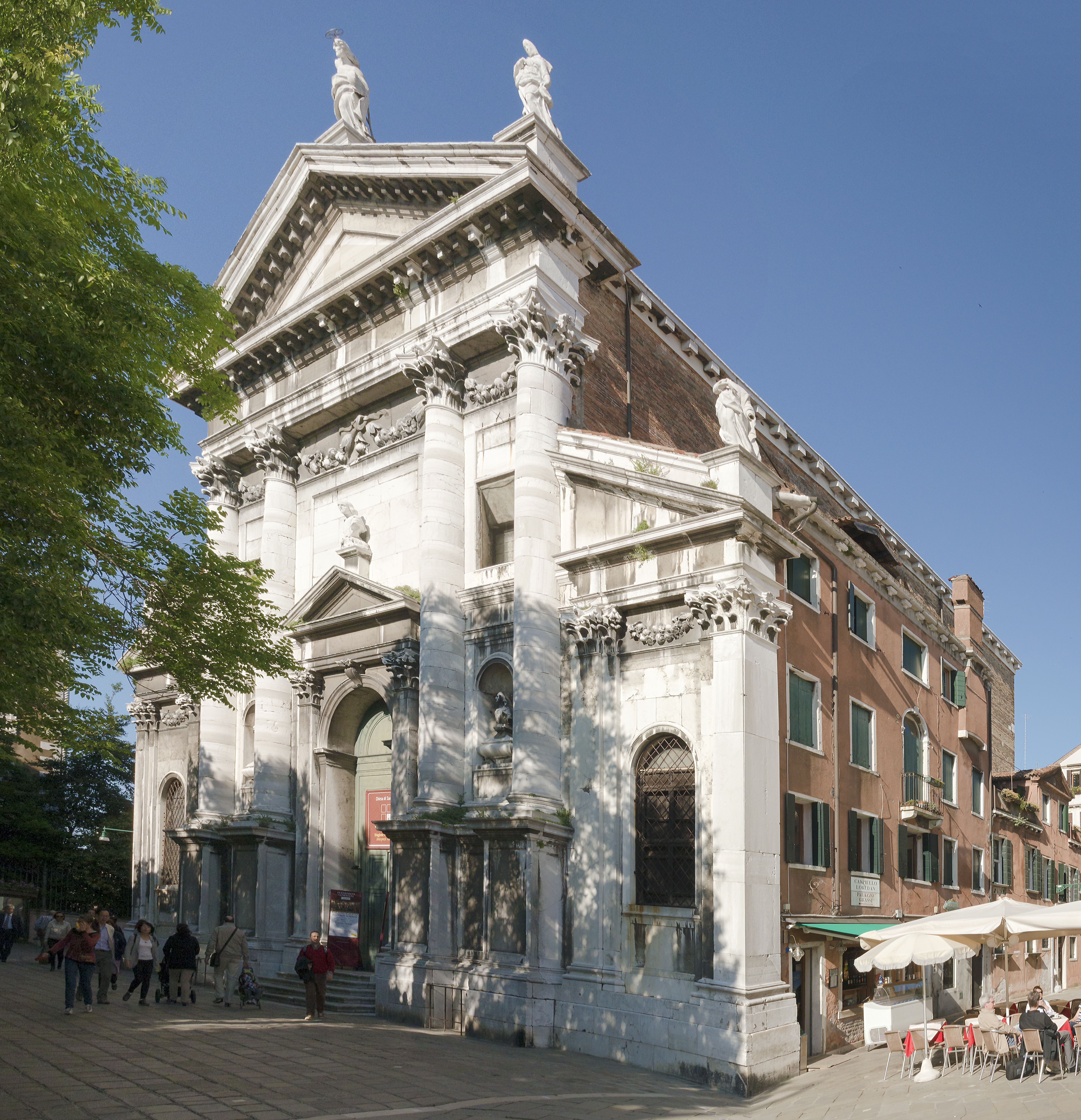
Chiesa di San Vidal (Venedig), Fassade

San Vidal (venezianisch für italienisch: San Vitale) ist eine ehemalige Kirche in Venedig im Stadtteil San Marco, die heute als Konzertsaal genutzt wird.

## Geschichte
Der Doge Vitale Falier ließ die Kirche zu Ehren des Heiligen Vitalis von Ravenna gegen Ende des 11. Jahrhunderts errichten. Durch ein Feuer im Jahr 1105 weitgehend zerstört, wurde die Kirche bis ins 15. Jahrhundert wieder aufgebaut.
Am Ende des 17. Jahrhunderts wurde die Kirche durch die Familie Morosini zu Ehren und ursprünglich wohl auch als Grablege des Dogen Francesco Morosini durch den Architekten Antonio Gaspari neu gestaltet. Die heutige Fassade entstand 1734–37 nach Plänen des Architekten Andrea Tirali, der damit den Umbau der Kirche vollendete. Die Fassade greift Motive der Fassaden von San Giorgio und San Francesco della Vigna auf, beides Entwürfe Palladios. Links und rechts des Portals befinden sich Porträtbüsten des Dogen Carlo Contarini (1580–1656) und seiner Frau, aus dessen Vermächtnis die Fassade finanziert wurde.

## Ausstattung

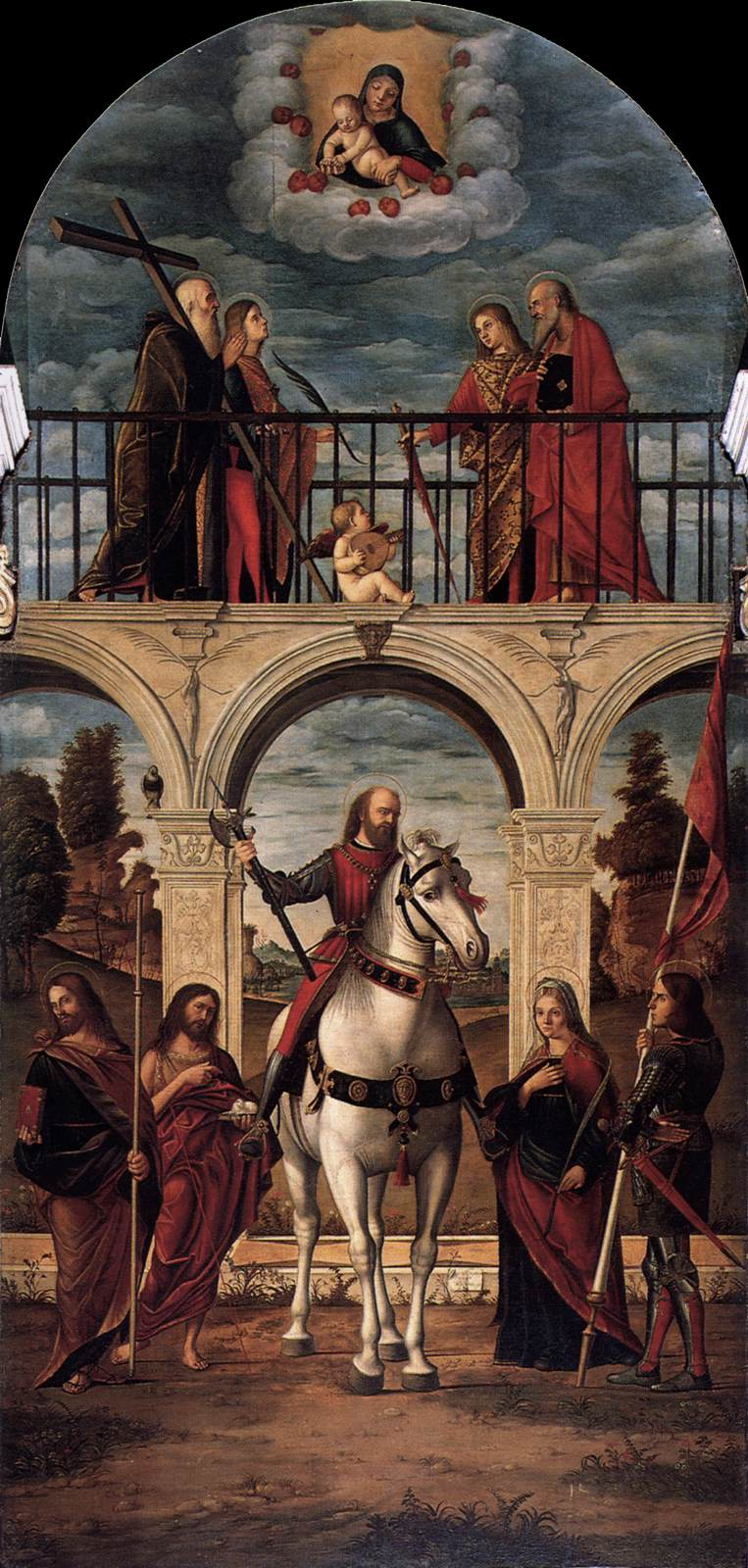
Der Heilige Vitale zu Pferd und Heilige, Hauptaltarbild von Vittore Carpaccio und Mitarbeiter

Die Kirche ist einschiffig mit gewölbter Decke. Der Hauptaltar zeigt das Gemälde San Vitale zu Pferd und vier Heilige beten die Jungfrau mit dem Kinde an (1514) von Vittore Carpaccio. In den Seitenaltären finden sich unter anderem Gemälde von Sebastiano Ricci, Giovanni Antonio Pellegrini und Giovanni Battista Piazzetta aus dem siebzehnten Jahrhundert. Zwei Marmorskulpturen der Allegorien der Stärke und des Glaubens von Antonio Gai flankieren den Hauptaltar und greifen in ihrer Gestaltung virtuos Werke des Antonio Corradini auf.